# Peribaea alternata
Peribaea alternata là một loài ruồi trong họ Tachinidae.